# Niccolò Jommelli
Niccolò Jommelli eller Jomelli (født 10. september 1714, død 25. august 1774) var en italiensk operakomponist.
Jommelli blev 16 år gammel elev af Durante ved konservatoriet i Neapel og studerede senere under Leo, Feo og Martini. Som operakomponist optrådte han (anonymt) 1737 med L’errore amoroso og det følgende år, under eget navn, med Odoardo. Disse arbejder gjorde stor lykke og grundlagde hans ry. Flere operaer fulgte efter, hvilke Jommelli blev engageret til at komponere for forskellige italienske byer. En tid lang var han konservatorieleder i Venedig, senere fra 1749 kapelmester ved Peterskirken i Rom.
Jommellis hidtidige operaer havde væsentlig til mål at behage tilhørerne og skaffe sangerne taknemmelige opgaver. "Ved sine fortræffelige, ørekildrende melodigange vandt han især operisterne og kastraterne for sig, og han vidste virkelig også at indrette sine arbejder således, at de kunde glimre i de ubetydeligste arier og recitativer", skriver en samtidig kritiker. I 1753 overtog Jommelli imidlertid hofkapelmesterstillingen i Stuttgart, og den berøring, han således kom i til tysk musik, fik ikke ringe indflydelse på hans senere arbejder, der navnlig vandt betydelig i harmonisk og orkestral henseende, uden at han derfor opgav sin melodirige neapolitanske operastil.
Også som orkesterdirigent havde Jommelli lejlighed til at nå en høj udvikling under sit ophold i Stuttgart, og disse erfaringer søgte han at udnytte, da han 1769 vendte tilbage til Italien. Der ventede ham dog kun skuffelser. Sangere og orkesterspillere fulgte kun modstræbende hans fremskridtsbestræbelser, og publikum stillede sig kølig over for Jommellis følgende mere grundig og kunstfuldt udarbejdede operaer, blandt hvilke nogle af hans betydeligste, såsom Armida (1770) og Ifigenia in Tauride (1773). Denne Mmdgang tog Jommelli sig så nær, at den siges at have fremskyndet hans død. Umiddelbart før denne indtraf, havde han fuldført et af sine mest kendte arbejder, et Miserere for to sopraner og orkester. Foruden operaer (over 60) havde han komponeret adskillige oratorier og anden kirkemusik.